# Pauracris brachyptera
Pauracris brachyptera är en insektsart som beskrevs av David M. Rowell 2008. Pauracris brachyptera ingår i släktet Pauracris och familjen gräshoppor. Inga underarter finns listade i Catalogue of Life.